# Хунзибски језик
Хунзибски језик један је од језика који припада групи сјевероисточних кавкаских језика, а који припада дидојској подгрупи језика. Унутар дидојске подјеле језика, дидојски језик припада групи Бежтинско-хунзибско-хваршинских језика. Говори се у Дагестану и то од старне свега приближно 1.010 припадника Хунзибаца, од 2.000 колико се процјењује број припадника који говори овим језиком, према подацима из 2010. године дуж десне обале ријеке Анди-Коису.
Не постоји заједничко усаглашавање академика и истраживача о положају њиховог језика у дидојској групи језика. Е. Бокарев сматра да је то независни језик, док Е. Ломтаџе сматра да је то само дијалект унутар дидојског језика. Не постоје различити дијалекти унутар самог хунзибског језика, само мале разлике у изговору. У свакодневном животу Хунзибаца, матерњи језик користи само у њиховим домовима, а у свим друштвеним ситуацијама и образовним сферама користи се аварски језик и руски језик. Хунзибци немају сопствени књижевни језик и па се због тога користе аварским језиком. 
Током свог развоја, кроз много вијекова, Хунзибци су био под утицајем многих народа. Самим тим, у рјечнику и свакодневном говору могу се примјетити многе туђице из турских, арапских, аварских и грузијских језика. Данас, све већи утицај има руски језик, посебно у области политике и техничких питањима.

## Географска распрострањеност
Од процјењених 2.000 припадника Хунзибаца, нешто више од хиљаду користе матерњим језиком према процјени у својом домовима на просторима југозападног дијела Русије, на просторима њихових села, који су и до сад насељавали, као и просторе Грузије. По некима процјењен број корисника износи 1470. Говори се у Тсунта и Кизилјурт округу и два села у Грузији.

## Карактеристике
Хунзибски језик има највише сличности са хваршинском и бежтинском језиком. Зато заједно са ова два језика чине једну подгрупу дидојских језика.

## Правопис

### Вокали
Vowels in Hunzib may be short, long, or nasalized.
|           | Предњи | Централни | Задњи |
| --------- | ------ | --------- | ----- |
| Затворени |        |           |       |
| средњи    |        |           |       |
| отворени  |        |           |       |

### Консонанти
Хунзибски језик има 35 сугласника (консонанти), а то су:
|            |           | Билабијални (двоуснени) | Алвеоларни | Алвеоларни | Палатални | Веларни | Увуларни | Фаренгителни | Глотални |
| central    | латерални | Билабијални (двоуснени) |            |            | Палатални | Веларни | Увуларни | Фаренгителни | Глотални |
| ---------- | --------- | ----------------------- | ---------- | ---------- | --------- | ------- | -------- | ------------ | -------- |
| Назални    |           |                         |            |            |           |         |          |              |          |
| Праскави   | безвчни   |                         |            |            |           |         |          |              |          |
| Праскави   | звучни    |                         |            |            |           |         |          |              |          |
| Праскави   | ијективни |                         |            |            |           |         |          |              |          |
| Афрактивни | безвучни  |                         |            |            |           |         |          |              |          |
| Афрактивни | ијективни |                         |            |            |           |         |          |              |          |
| Фрактивни  | безвучни  |                         |            |            |           |         |          |              |          |
| Фрактивни  | звучни    |                         |            |            |           |         |          |              |          |
| Трептави   |           |                         |            |            |           |         |          |              |          |
| Приближни  |           |                         |            |            |           |         |          |              |          |